# Ingen kender dagen
|  | Denne artikel er oprettet af botten Steenthbot ud fra en ekstern database. Den kan derfor have sproglige fejl eller mangler. Denne skabelon kan fjernes efter kontrol af indholdet. |

Ingen kender dagen er en dansk spillefilm fra 2022 instrueret af Annette K. Olesen.

## Handling
Maja er gravid og oplever pludselig, at hun ikke stoler på faren til sit barn. Den unge Emil er ved at forme sin identitet, og kommer med sin grænsesøgende adfærd måske, til at give for meget af sig selv. Eva står på sit arbejde overfor en særpræget opgave, der kræver at hun giver afkast på sin egen etik og moral. 8-årige Laura er på tur med sin udfordrede mor, som har svært ved at skelne virkelighed fra fantasi. Adam lever et liv fyldt med løgne, og må omsider face konsekvenserne af dette

## Medvirkende
- Trine Dyrholm
- Jakob Cedergren
- Morten Hee Andersen
- Lisbet Dahl